# Flavin
Flavin (auch Calmont-de-Plancatge genannt, okzitanisch: Flavinh) ist eine französische Gemeinde mit 2376 Einwohnern (Stand: 1. Januar 2022) im Département Aveyron in der Region Okzitanien. Sie gehört zum Arrondissement Millau und zum Kanton Nord-Lévezou.

## Geographie
Flavin liegt etwa sechs Kilometer südsüdöstlich von Rodez. Im Süden begrenzt der Fluss Viaur die Gemeinde. Umgeben wird Flavin von den Nachbargemeinden Le Monastère im Norden, Sainte-Radegonde und Le Vibal im Nordosten, Pont-de-Salars im Osten, Trémouilles im Südosten und Süden, Calmont im Südwesten, Luc-la-Primaube im Westen sowie Olemps im Nordwesten.

## Bevölkerungsentwicklung
| Jahr      | 1962 | 1968 | 1975 | 1982 | 1990 | 1999 | 2006 | 2012 | 2019 |
| Einwohner | 1179 | 1118 | 1167 | 1626 | 1827 | 1936 | 2131 | 2269 | 2359 |

## Sehenswürdigkeiten
- Turm der ehemaligen Kirche Saint-Pierre aus dem 14. Jahrhundert mit einzigartigen Malereien, Monument historique seit 1988
- neue Kirche Saint-Pierre
- Mühlen
- Reste der Brücke über den Viaur und alte Römerstraße

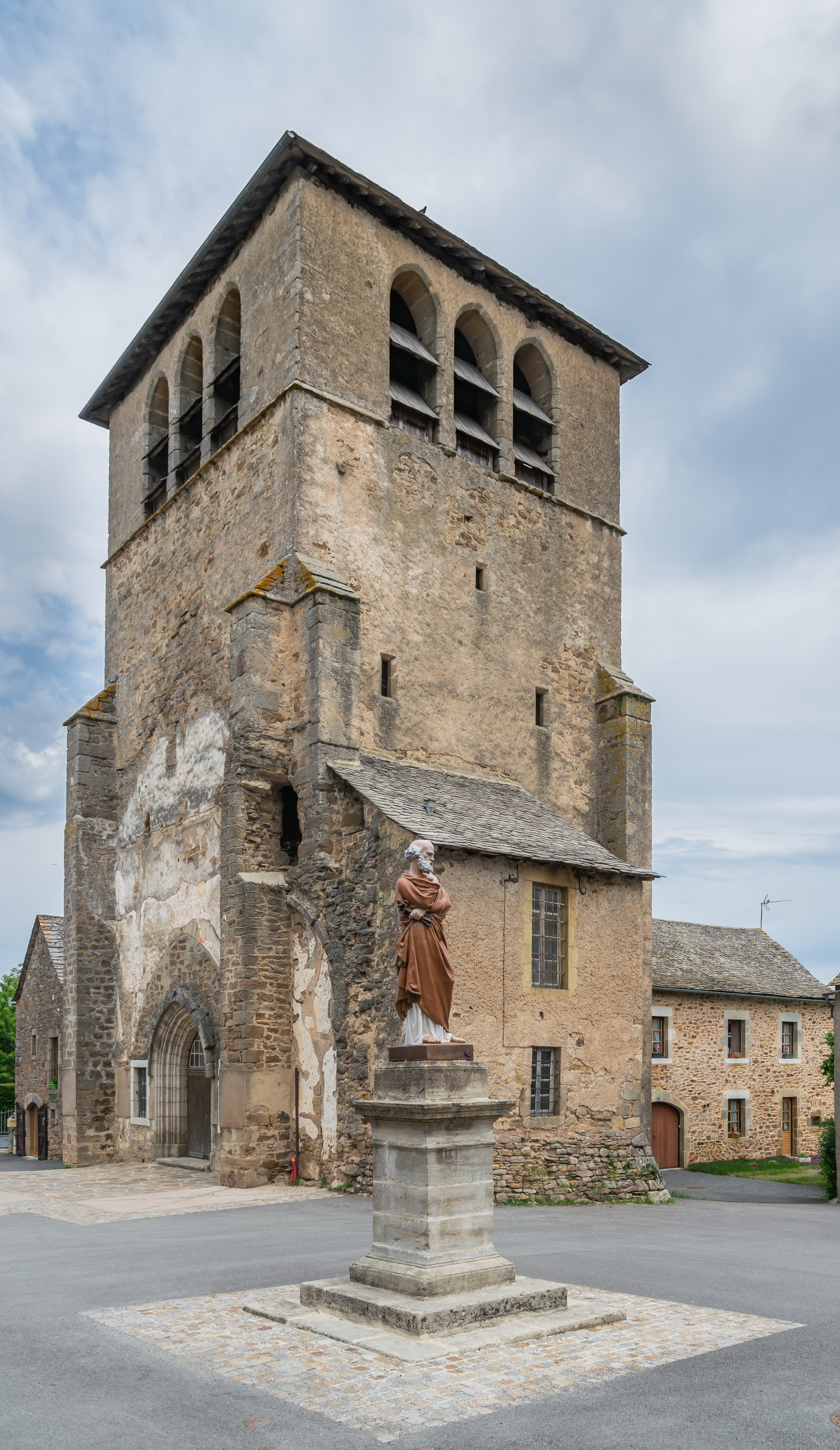
Kirche Saint-Pierre
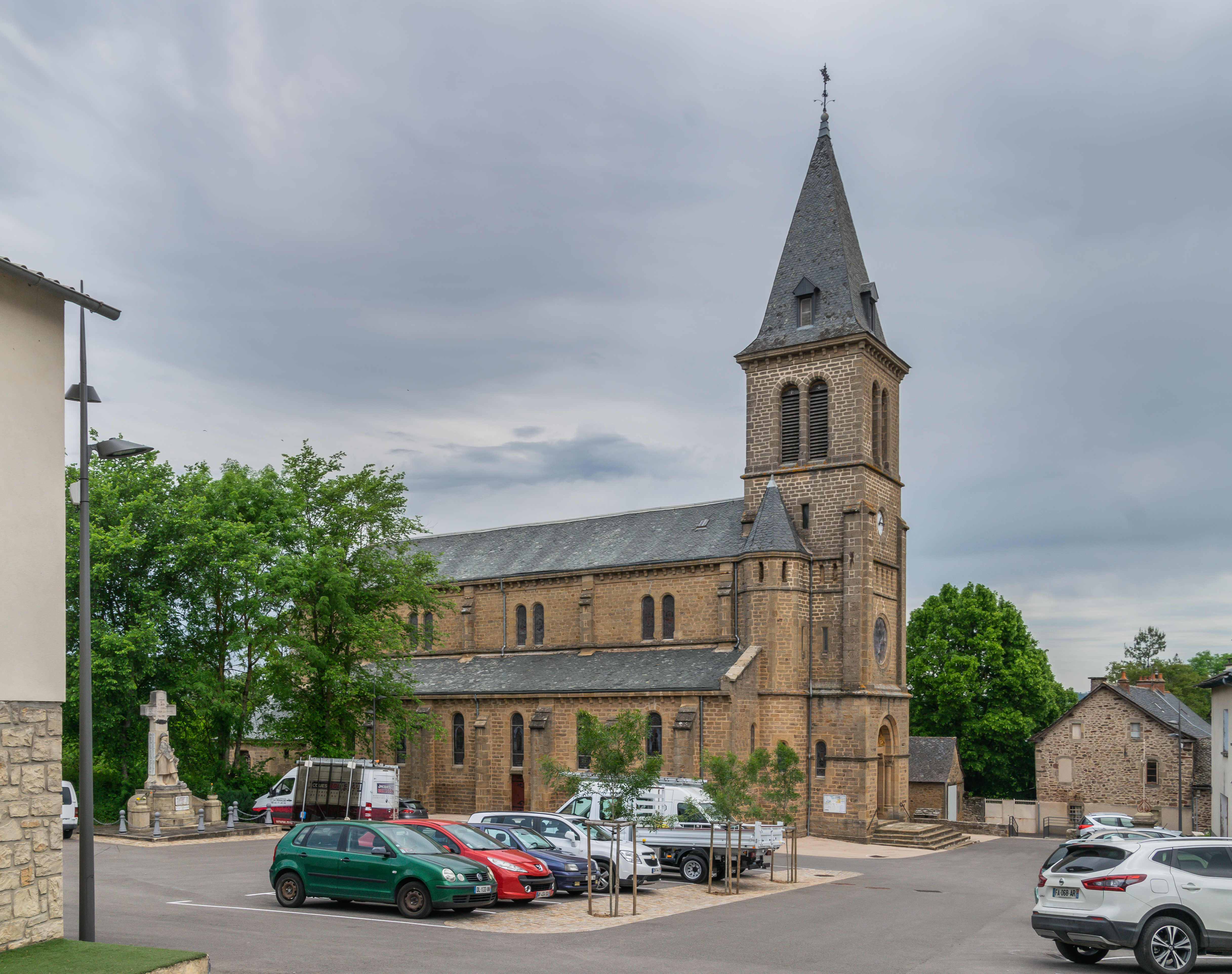
Neue Kirche Saint-Pierre